# LOGItram
LOGItram est une suite de logiciels de calepinage développée par l'éditeur de logiciels FS2i depuis 1981. 
Les produits LOGItram sont destinés à des professionnels du bâtiment et commercialisés dans le monde entier.

## Historique
- 1981 : Naissance du concept de LOGItram, au sein même d'une entreprise fabriquant des cloisons amovibles. Un cahier des charges est établi en vue de réaliser un logiciel devant être utilisé par des professionnels de la cloison et non des informaticiens.
- Le but est de gagner un maximum de temps dans la gestion d'un chantier de cloisons, tout en limitant les risques d'erreurs humaines. Il s'agit de passer par toutes les étapes, du plan au métré, au débit, au devis et au lancement de l'exécution.
- 1991 : La réussite des versions cloisons et plafonds de LOGItram sur le marché français, incite FS2i à enclencher une démarche export. Le premier salon à l'étranger a lieu cette année à Bruxelles, et sera aussitôt suivi de la première vente export.
- 1991 : La démarche de prospection export s'amplifie avec les États-Unis. Après le salon CISCA à Miami.
- Ce sera en même temps le premier LOGItram sous Windows.
- 2003 : LOGItram intègre les fonctions les plus avancées d’Autocad grâce à l’intégration du langage OpenDWG.

## Économie de déchets = environnement
Le calepinage est la planification de la mise en œuvre des produits, de façon à limiter les chutes et la production de déchets. Maîtriser la production des déchets de chantier ne peut être une démarche isolée et doit faire partie d’une réflexion d’ensemble sur la qualité.

## Logiciels
- CLOIsons - Logiciel pour les professionnels de la cloison.
- LOGIceram - Logiciel pour les professionnels du carrelage et salle de bain.
- CONSTRuctor - Logiciel au service des métiers de distribution de matériaux.
- SodeaSoft Gnt Links - logiciel outil permettant de transférer un projet Logitram en planning (http://www.sodeasoft.com).

Site officiel = www.logitram.com - www.masalle2bain3d.com